# Pareczcza (obwód homelski)
Pareczcza (biał. Парэчча; ros. Поречье, Porieczje; pol. hist. Porzecze) – agromiasteczko na Białorusi, w obwodzie homelskim, w rejonie oktiabrskim, w sielsowiecie Pareczcza, nad Ptyczą.
Miejscowość graniczy z Rezerwatem Biologicznym Akciabrski.

## Historia
W XIX i w początkach XX w. wieś i majątek ziemski położone w Rosji, w guberni mińskiej, w powiecie bobrujskim, w gminie Karpiłówka (Rudobiełka). We wsi znajdowała się cerkiew. Majątek Porzecze należał do emerytowanego podpułkownika Armii Carskiej Bartłomieja Jankowskiego. W 1865 za przyłączenie się Jankowskiego do powstania styczniowego został on mu odebrany. W 1874 został on rozparcelowany i sprzedany spółce. Nabyli go szlachta Baranowski i Zabrodzcy, mieszczanie Syćkowie oraz włościanie Tracewski, Wieczor i Zosimowicz.
Po I wojnie światowej pod administracją polską, w Zarządzie Cywilnym Ziem Wschodnich, w okręgu mińskim, w powiecie bobrujskim. W wyniku postanowień traktatu ryskiego znalazło się w granicach Związku Sowieckiego. Od 1991 w niepodległej Białorusi.